# Nadine Müller
Nadine Müller (Lipsia, 21 novembre 1985) è una discobola tedesca.
Ha un personale di 68,89 m. In carriera ha conquistato un argento ai campionati del mondo di Taegu. È allenata dall'ex lanciatore René Sack.

## Palmarès
| Anno | Manifestazione    | Sede           | Evento           | Risultato | Prestazione | Note                                     |
| ---- | ----------------- | -------------- | ---------------- | --------- | ----------- | ---------------------------------------- |
| 2003 | Europei juniores  | Tampere        | Lancio del disco | Argento   | 53,44 m     |                                          |
| 2004 | Mondiali juniores | Grosseto       | Lancio del disco | Bronzo    | 57,13 m     |                                          |
| 2007 | Europei under 23  | Debrecen       | Lancio del disco | 8ª        | 51,04 m     |                                          |
| 2007 | Mondiali          | Osaka          | Lancio del disco | 23ª (q)   | 55,98 m     |                                          |
| 2009 | Mondiali          | Berlino        | Lancio del disco | 6ª        | 62,04 m     |                                          |
| 2010 | Europei           | Barcellona     | Lancio del disco | 8ª        | 57,78 m     |                                          |
| 2011 | Mondiali          | Taegu          | Lancio del disco | Argento   | 65,97 m     |                                          |
| 2012 | Europei           | Helsinki       | Lancio del disco | Argento   | 65,41 m     |                                          |
| 2012 | Giochi olimpici   | Londra         | Lancio del disco | 4ª        | 65,94 m     |                                          |
| 2013 | Mondiali          | Mosca          | Lancio del disco | 4ª        | 64,47 m     |                                          |
| 2015 | Mondiali          | Pechino        | Lancio del disco | Bronzo    | 65,53 m     |                                          |
| 2016 | Europei           | Amsterdam      | Lancio del disco | 4ª        | 62,63 m     |                                          |
| 2016 | Giochi olimpici   | Rio de Janeiro | Lancio del disco | 6ª        | 63,13 m     |                                          |
| 2017 | Mondiali          | Londra         | Lancio del disco | 6ª        | 64,13 m     |                                          |
| 2018 | Europei           | Berlino        | Lancio del disco | Argento   | 63,00 m     | Miglior prestazione personale stagionale |
| 2019 | Mondiali          | Doha           | Lancio del disco | 8ª        | 61,55 m     |                                          |

## Altre competizioni internazionali
2009
- Campionati europei a squadre di atletica leggera ( Leiria)

2011
- Campionati europei a squadre di atletica leggera ( Stoccolma)

2013
- Oro in Coppa Europa invernale di lanci ( Castellón de la Plana), lancio del disco - 66,69 m
- 6ª all'Sainsbury’s Grand Prix ( Birmingham), lancio del disco - 58,87 m
- 6ª al Meeting Herculis 2013 ( Monte Carlo), lancio del disco - 60,51 m
- Bronzo al Zagreb Meeting ( Zagabria), lancio del disco - 62,55 m
- 7ª al Memorial Van Damme ( Bruxelles), lancio del disco - 60,40 m

2014
- Oro al Hallesche Halplus Werfertage ( Halle), lancio del disco - 67,30 m
- 4ª al Prefontaine Classic ( Eugene), lancio del disco - 64,37 m
- 6ª all'ExxonMobil Bislett Games ( Oslo), lancio del disco - 62,73 m

2015
- Oro in Coppa Europa invernale di lanci ( Leiria), lancio del disco - 65,27 m
- 4ª al Sainsbury's Birmingham Grand Prix ( Birmingham), lancio del disco - 62,55 m

2017
- Campionati europei a squadre di atletica leggera ( Villeneuve-d'Ascq)